# Oxyeleotris lineolata
Oxyeleotris lineolata är en fiskart som först beskrevs av Steindachner, 1867.  Oxyeleotris lineolata ingår i släktet Oxyeleotris och familjen Eleotridae. Inga underarter finns listade i Catalogue of Life.